# قرى الجماعينيات (فلسطين)
قرى الجماعينيات هو اسم  يطلق على مجموعة قرى فلسطينية قضاء نابلس في الضفة الغربية، عرفت بهذا الاسم في الحقبة العثمانية في القرن الثامن عشر والتاسع عشر، وكانت أشهرها قرية جماعين.

## التاريخ
تعتبر قرى الجماعينيات من قرى المشيخة التي برزت في أواخر العهد العثماني في فلسطين، والتي نسبت غالبيتها للشيوخ  الذين أداروا شؤون النواحي في العهد العثماني، نذكر منها:
(قرى الكراسي، قرى جورة عمرة، قرى العِرقيات، قرى الكفريات، قرى النزلات، قرى الصعبيات، قرى الشعراوية، قرى مشاريق البيتاوي، قرى الجماعينيات، قرى بني حارث، قرى بني زيد).

## التسمية
سميت باسم قرى الجماعينيات، نسبة إلى قرية جماعين وهي من قرى وبلدات محافظة نابلس، والتي كانت في العهد العثماني مركزاً للناحية.

## عدد قرى الجماعينيات
تضم عدة قرى نذكر منها: جمّاعين، مردا، سلفيت، خربة قيس، ياسوف، إسكاكة، الساوية، اللبن الشرقي، عمورية، زيتا، قيرة، دير استيا، قانا، كفل حارس، حارس، فرخة، قراوى بني حسان، كفر لاقف، بدّيا، إبروقين، كفر الديك، سنيرية، عزون، بيت أمين، مسحة، الزاوية، ودير بلوط.